# Перго
Перго (фін. Perho) — громада в провінції Центральна Пог'янмаа (Фінляндія). Загальна площа території — 775,19 км², з яких 27,25 км² — вода.

## Опис
На 31 січня 2011 в громаді Перго проживало 2936 чоловік: 1473 чоловіків і 1463 жінок.
Фінська мова є рідною для 99,22% жителів, шведська мова — для 0,24%. Інші мови є рідними для 0,55% жителів громади.
Віковий склад населення:
- до 14 років — 25,14%
- від 15 до 64 років — 57,39%
- від 65 років  17,4%

Зміна чисельності населення за роками:  
| Год  | Численность |
| ---- | ----------- |
| 1980 | 3139        |
| 1990 | 3381        |
| 2000 | 3155        |
| 2010 | 2934        |
| 2011 | 2936        |